# Princeville, Hawaii
Princeville är en ort i Kauai County i delstaten Hawaii, USA.